# カート・ブラウニング
カート・ブラウニング（Kurt Browning、1966年6月18日 - ）は、カナダ人の男性フィギュアスケート選手で現在はプロスケーター兼振付師。アイスショーのスケーターである。また、アイスホッケーの名選手でもある。1988年カルガリーオリンピック、1992年アルベールビルオリンピック、1994年リレハンメルオリンピック男子シングルカナダ代表。1989年、1990年、1991年、1993年世界フィギュアスケート選手権優勝。身長170cm。体重65kg。現在は2人の息子を持つ父親である。
1988年世界選手権において、ISU公式戦で初めて4回転ジャンプ（4回転トウループ）を成功させた選手である。

## 経歴
1985年のカナダジュニアフィギュアスケート選手権優勝。1987年世界フィギュアスケート選手権に初出場し、15位。
1988年、カルガリーオリンピックに初出場し、8位。同年のブダペストで行われた世界フィギュアスケート選手権では6位となるが、フリースケーティングで史上初の4回転ジャンプをオーバーターンしながらも成功させた。この偉業はギネスブックにも記載された。
1989年、パリで行われた世界選手権で、再び4回転ジャンプに挑み両足着氷気味ながら初優勝飾る。続く1990、1991年の世界選手権でも優勝を果たし、3連覇。
1990年、カナダ勲章受章。
1992年、アルベールビルオリンピックで6位入賞。1993年、世界選手権で優勝。1994年リレハンメルオリンピックで5位入賞。
プロ転向後はスターズ・オン・アイスのトップスターとして長く活動。世界プロフィギュア選手権等でも華々しい成績を上げた。カナダ・エドモントンで開催された1996年世界フィギュアスケート選手権では長年の功績を称えてエキシビションに招待され、演技を披露した。
ジャンプ以外の要素も極めて高いレベルで全てこなす名選手である。若ハゲがチャームポイント。またプロスケーターとして活動する傍ら振付師としても活動し、本田武史の2002-2003年シーズンのショートプログラム「タンゴ」の振付を担当した。
2007年世界フィギュアスケート殿堂入り。

## 主な戦績
| 大会/年            | 1985-86 | 1986-87 | 1987-88 | 1988-89 | 1989-90 | 1990-91 | 1991-92 | 1992-93 | 1993-94 |
| ------------------ | ------- | ------- | ------- | ------- | ------- | ------- | ------- | ------- | ------- |
| オリンピック       |         |         | 8       |         |         |         | 6       |         | 5       |
| 世界選手権         |         | 15      | 6       | 1       | 1       | 1       | 2       | 1       |         |
| カナダ選手権       |         | 2       | 2       | 1       | 1       | 1       |         | 1       | 2       |
| スケートアメリカ   | 8       |         |         |         | 3       |         |         |         |         |
| スケートカナダ     |         |         | 4       | 1       |         | 1       |         |         | 1       |
| ラリック杯         |         |         |         |         |         |         | 1       |         |         |
| NHK杯              |         | 7       |         | 3       | 3       |         |         |         |         |
| ネイションズカップ |         |         |         |         |         | 1       |         |         |         |
| ネーベルホルン杯   | 3       |         |         |         |         |         |         |         |         |